# Liste des encycliques du pape Pie XII
Cet article liste les encycliques promulguées par le pape Pie XII. Ce dernier en a promulgué quarante-et-une au cours des 19 ans durant lesquels il a été pape.

## Liste
| No | Titre en latin                | Traduction en français                   | Sujet | Date              | Texte      |
| -- | ----------------------------- | ---------------------------------------- | --- | ----------------- | ---------- |
| 1  | Summi Pontificatus            | « Sur le pontificat suprême »            | L'unité de la société humaine                                                                            | 20 octobre 1939   | (français) |
| 2  | Sertum Laetitiae              | « La couronne de joie »                  | À l'occasion du 150e anniversaire de la création de la hiérarchie aux États-Unis                         | 1er novembre 1939 | (anglais)  |
| 3  | Saeculo Exeunte Octavo        |                                          | Commémoration de 800e anniversaire de l'indépendance du Portugal                                         | 13 juin 1940      | (anglais)  |
| 4  | Mystici Corporis Christi      | « Corps mystique du Christ »             | Sur le Corps mystique du Christ et de l'Église                                                           | 29 juin 1943      | (français) |
| 5  | Divino afflante Spiritu       | « Sous l'inspiration de l'Esprit saint » | Sur les Saintes Écritures                                                                                | 30 septembre 1943 | (français) |
| 6  | Orientalis Ecclesiae          | « Églises orientales »                   | Commémoration du 15e centenaire de la mort de saint Cyrille d'Alexandrie                                 | 9 avril 1944      | (anglais)  |
| 7  | Communium Interpretes Dolorum | « Interprète de l'angoisse universelle » | Sur la fin de la Seconde Guerre mondiale                                                                 | 15 avril 1945     | (anglais)  |
| 8  | Orientales Omnes Ecclesias    | « Toutes les Églises orientales »        | Commémoration du 350e anniversaire de l'union de l'Église ruthène avec Rome                              | 23 décembre 1945  | (anglais)  |
| 9  | Quemadmodum                   |                                          | Sur l'assistance aux jeunes démunis                                                                      | 6 janvier 1946    | (anglais)  |
| 10 | Deiparae Virginis Mariae      | « Bienheureuse Vierge Marie »            | Sur la possibilité de définir l'Assomption                                                               | 1er mai 1946      | (anglais)  |
| 11 | Fulgens radiatur (en)         | « Lumière rayonnante »                   | Commémoration du 14e centenaire de la mort de saint Benoît de Nursie                                     | 21 mars 1947      | (français) |
| 12 | Mediator Dei                  | « Médiateur de Dieu »                    | Sur la liturgie sacrée                                                                                   | 20 novembre 1947  | (anglais)  |
| 13 | Optatissima Pax               | « Envie de paix »                        | Des pirères publiques sont prescrites pour réaliser la paix entre les classes sociales et les nations    | 18 décembre 1947  | (anglais)  |
| 14 | Auspicia Quaedam              |                                          | Prières pour la paix dans le monde et la solution des problèmes de la Palestine                          | 1er mai 1948      | (anglais)  |
| 15 | In Multiplicibus Curis        | « Parmi les multiples préoccupations »   | Prières pour la paix en Palestine                                                                        | 24 octobre 1948   | (anglais)  |
| 16 | Redemptoris Nostri Cruciatus  | « La Passion de notre rédempteur »       | Sur les lieux saints en Palestine                                                                        | 15 avril 1949     | (anglais)  |
| 17 | Anni Sacri                    | « Année sainte »                         | Sur un programme de lutte contre la propagande athée à travers le monde                                  | 12 mars 1950      | (anglais)  |
| 18 | Summi Maeroris                | « Avec la douleur la plus profonde »     | Appel à prières publiques pour la paix                                                                   | 19 juillet 1950   | (anglais)  |
| 19 | Humani generis                | « Genre humain »                         | Sur les fausses opinions menançant de miner les fondements de la doctrine catholique                     | 12 août 1950      | (français) |
| 20 | Mirabile Illud                | « C'est admirable »                      | Sur une croisade de prières pour la paix                                                                 | 6 décembre 1950   | (anglais)  |
| 21 | Evangelii Praecones           | « Le travail des missionnaires »         | Sur la promotion du travail missionnaire                                                                 | 2 juin 1951       | (anglais)  |
| 22 | Sempiternus Rex Christus      | « Christ, le roi éternel »               | Commémoration du 15e centenaire du concile de Chalcédoine                                                | 8 septembre 1951  | (anglais)  |
| 23 | Ingruentium malorum (en)      | « Approcher le mal »                     | Sur la prière du saint rosaire                                                                           | 15 septembre 1951 | (anglais)  |
| 24 | Orientales Ecclesias          | « Les Églises orientales »               | Sur l'Église orientale persécutée et description de la situation désespérée des fidèles en Bulgarie      | 15 décembre 1952  | (italien)  |
| 25 | Doctor Mellifluus             | « Doux docteur »                         | Commémoration du 7e centenaire de la mort de saint Bernard de Clairvaux                                  | 24 mai 1953       | (anglais)  |
| 26 | Fulgens corona (en)           | « La couronne radieuse »                 | Proclamation de l'Année mariale à l'occasion du centenaire du dogme de l'Immaculée Conception            | 8 septembre 1953  | (anglais)  |
| 27 | Sacra Virginitas              | « Sainte Virginité »                     | Sur la virginité consacrée                                                                               | 25 mars 1954      | (anglais)  |
| 28 | Ecclesiae Fastos              | « Histoire de l'Église »                 | Commémoration du 12e centenaire de saint Boniface de Mayence                                             | 5 juin 1954       | (anglais)  |
| 29 | Ad Sinarum Gentem             | « Pour le peuple chinois »               | Sur la supranationalité de l'Église                                                                      | 7 octobre 1954    | (anglais)  |
| 30 | Ad caeli Reginam              | « À la Reine des Cieux »                 | Proclamation de la Vierge Marie en tant que Reine du Ciel                                                | 11 octobre 1954   | (anglais)  |
| 31 | Musicae Sacrae                | « Musique sacrée »                       | Sur la musique sacrée                                                                                    | 25 décembre 1955  | (anglais)  |
| 32 | Haurietis aquas               | « Vous puiserez de l'eau »               | Sur le culte du Sacré-Cœur de Jésus                                                                      | 15 mai 1956       | (anglais)  |
| 33 | Luctuosissimi Eventus         | « Événements douloureux »                | Demandes de prières pour la paix publique et la liberté du peuple hongrois                               | 28 octobre 1956   | (anglais)  |
| 34 | Laetamur Admodum              | « Nous sommes très satisfaits »          | Renouvellement de l'exhortation pour des prières pour la paix en Pologne, en Hongrie et au Moyen-Orient  | 1er novembre 1956 | (anglais)  |
| 35 | Datis Nuperrime               | « Dans la récente encyclique »           | Lamentations sur les événements douloureux en Hongrie et condamnation du recours à une force impitoyable | 5 novembre 1956   | (anglais)  |
| 36 | Fidei donum                   | « Don de la foi »                        | Sur la condition actuelle des missions catholiques, surtout en Afrique                                   | 21 avril 1957     | (anglais)  |
| 37 | Invicti Athletae              | « Athlète invincible »                   | Commémoration du 3e centenaire du martyre de saint André Bobola                                          | 16 mai 1957       | (anglais)  |
| 38 | Le Pèlerinage de Lourdes      | « Le Pèlerinage de Lourdes »             | Mise en garde contre le matérialisme à l'occasion du centenaire des apparitions de Lourdes               | 2 juillet 1957    | (français) |
| 39 | Miranda Prorsus               |                                          | Sur le secteur de la communication : cinéma, radio, télévision                                           | 8 septembre 1957  | (français) |
| 40 | Ad Apostolorum Principis      | « Au Prince des apôtres »                | Sur le communisme et l'Église en Chine                                                                   | 29 juin 1958      | (anglais)  |
| 41 | Meminisse Juvat               | « Il est utile de se souvenir »          | Sur les prières pour l'Église persécutée                                                                 | 14 juillet 1958   | (anglais)  |

## Annexe